# Dexia nivifera
Dexia nivifera là một loài ruồi trong họ Tachinidae.